# Соната для скрипки и фортепиано (Шостакович)
Соната для скрипки и фортепиано соч. 134 — единственная завершённая соната Дмитрия Шостаковича для такого состава, написанная 1968 году в Москве «в честь 60-летия Давида Ойстраха».
Произведение отличается необычным построением: две крайние части выдержаны в спокойном темпе, полны раздумий, тревоги, надвигающейся угрозы. Лишь в третьей части движение мысли обостряется, напоминая предсмертную агонию. И средняя часть, быстрая, порывистая, уносящиеся мысль, которая отзовётся во второй части следующего, 135 опуса композитора, в Четырнадцатой симфонии, что способствует более ясному пониманию сонаты и замысла Дмитрия Шостаковича.

## История создания
Соната была завершена 23 октября 1968 года.

## Исполнения сонаты
Первое исполнение состоялось 3 мая 1969 г. в Москве, в Большом зале консерватории. Скрипичную партию исполнил Давид Ойстрах, партию фортепиано — Святослав Рихтер
Существует также любительская запись самого Шостаковича, сделанная в его доме, — вероятно, последний звуковой документ композитора, который, несмотря на далеко зашедшую слабость рук, вместе с Давидом Ойстрахом в совершенстве исполнил новое произведение.

## Структура сонаты
1. Andante
2. Allegretto
3. Largo